# Події і люди Бахмутчини
Події і люди Бахмутчини — книга, автор Терещенко В. Донецьк: Східний видавничий дім, 2006. — 159 с. ISBN 966-7804-98-4
У новій книзі донецького краєзнавця, Заслуженого учителя України В. Т. Терещенка відтворено історію Бахмутського краю — однієї з історичних земель на Сході України — від початку його заселення і до наших днів. Яскраві події і непересічні особистості, багатий фактичний матеріал, думки, сподівання та висловлювання самих бахмачан про свій край — все це захоплює читача і дає привід замислитися про власну малу батьківщину.
Книга зокрема включає розділи:
- Візитна картка району.
- Адміністративний поділ.
- Заселення Бахмутського краю.
- Природні умови.
- Економіка: Сільське господарство. Промисловість. Соціальна сфера.
- Історія краю (Давня Бахмутчина. Бахмутчина під час війни 1941—1945 рр., У повоєнні роки, Від «перебудови» до незалежності)
- Славетні земляки (Гордість району — його славетні земляки, яких знає весь світ — Микита Шаповал, Володимир Сосюра, Микола Рибалко, Всеволод Гаршин, Віктор Жданов, Юрій Рубан, Степан Бондаренко, Василь Чалий, Олександр Галич)

Книга присвячується світлій пам'яті тих, хто своєю працею примножував славу історичної землі Східної України — Бахмутського району Донеччини.
У 2006 році книга нагороджена Спеціальним Дипломом конкурсу «Книга Донбасу-2006».